# MSG워너비
MSG워너비(영어: MSG Wannabe)는 대한민국의 남자 음악 그룹이다. 2021년 《놀면 뭐하니?》에서 결성된 프로젝트 그룹이다.

## 구성원
정상동기
- 김정수 (김정민)
- 정기석 (사이먼 도미닉)
- 이동휘
- 이상이

M.O.M
- 별루-지 (지석진)
- 강창모 (KCM)
- 원슈타인
- 박재정

## 수상 목록
- 2021년 멜론뮤직어워즈 프로젝트 뮤직상
- 2021년 MBC 방송연예대상 베스트 팀워크상

## 같이 보기
- 놀면 뭐하니?
- WSG워너비